# Málta a Junior Eurovíziós Dalfesztiválokon
Málta húsz alkalommal vett részt a Junior Eurovíziós Dalfesztiválon.
A máltai műsorsugárzó a Máltai Közszolgálati Műsorsugárzó, amely 1969 óta tagja az Európai Műsorsugárzók Uniójának, és 2003-ban csatlakozott a versenyhez.
Hollandia két alkalommal aratott győzelmet (2013, 2015).

## Története

### Évről évre
Málta egyike annak a tizenhat országnak, melyek részt vettek a legelső, 2003-as Junior Eurovíziós Dalfesztiválon. Első részvételük viszonylag sikeresnek mondható, mivel 56 ponttal a hetedik helyen végeztek. A következő évben a tizenkettedik helyet szerezték meg (majd később 2007-ben is), és 2005-ben érték el eddigi legrosszabb eredményüket, az utolsók lettek. 2006-ban a tizenegyedik helyre kerültek. 2009-ben is a legjobb 10-ben végeztek, nyolcadikak lettek.

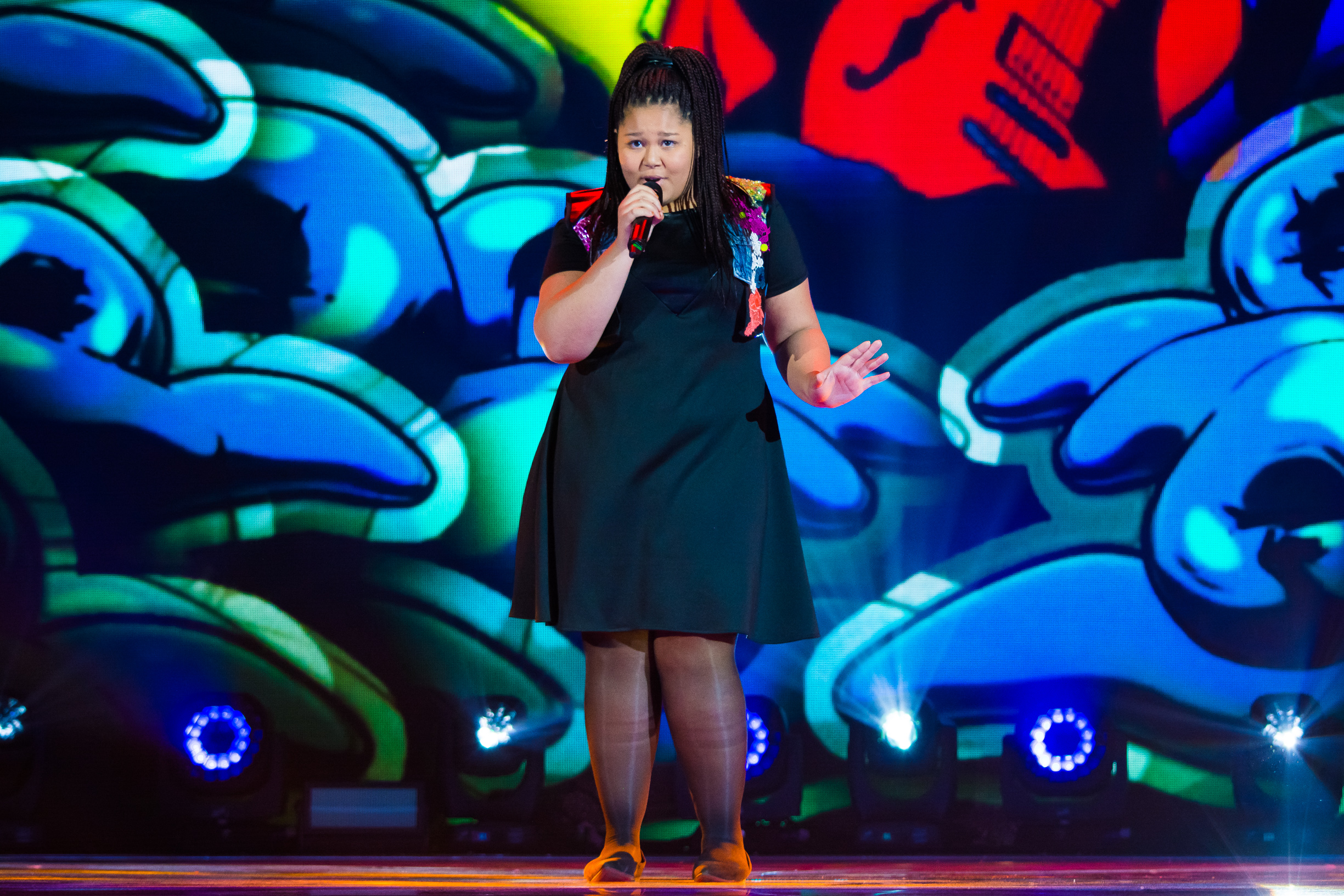
Destiny Chukunyere, a 2015-ös dalverseny győztese.

Egy évvel később a tizenharmadik, utolsó előtti helyen végeztek, majd az elkövetkező két évben nem vettek részt. Legjobb helyezésük 2013-ig a negyedik hely volt 2008-ból. 2013-as visszatérésükkor szerezték meg első győzelmüket, amit két évvel később egy második követett. Ezzel Málta az ötödik ország Fehéroroszország, Grúzia és Lengyelország és Oroszország után, mely több alkalommal győzött a gyerekek versenyén. Eddigi két győzelmük közötti évben, 2014-ben negyedikként végeztek, amikor is Málta adott otthont a dalfesztiválnak. 2016-ban ismét a szigetországban került megrendezésre a verseny, amikor hatodikak lettek. 2017-ben kilencedik, 2018-ban pedig ötödik helyen végeztek. A 2013-as visszatérésük óta 2019-ig minden évben a legjobb tíz között végeztek. Abban az évben viszont utolsó helyen zárták a versenyt.
A következő évben ismét a legjobb tíz között végeztek, szám szerint nyolcadikként. A következő évben pedig tizenkettedikek lettek. 2022-ben a dalfesztivál történelmében harmadjára végeztek utolsó helyen. 2023-ban tizedik, míg 2024-ben ötödik helyen végeztek.

### Nyelvhasználat
Málta eddigi húsz versenydalából tizenhat angol nyelvű, egy máltai nyelvű három pedig angol és máltai kevert nyelvű volt.

## Résztvevők
| Év   | Előadó              | Dal                      | Magyar fordítás       | Helyezés | Pontszám |
| ---- | ------------------- | ------------------------ | --------------------- | -------- | -------- |
| 2003 | Sarah Harrison      | Like a Star              | Mint egy csillag      | 7.       | 56       |
| 2004 | Young Talent Team   | Power of a Song          | Egy dal ereje         | 12.      | 14       |
| 2005 | Thea & Friends      | Make It Right!           | Tedd jobbá!           | 16.      | 18       |
| 2006 | Sophie Debattista   | Extra Cute               | Extra édes            | 11.      | 48       |
| 2007 | Cute                | Music                    | Zene                  | 12.      | 37       |
| 2008 | Daniel Testa        | Junior Swing             | Junior szving         | 4.       | 100      |
| 2009 | Francesca & Mikaela | Double Trouble           | Kettős baj            | 8.       | 55       |
| 2010 | Nicole              | Knock Knock!…Boom! Boom! | Kopp-kopp!…Bumm-bumm! | 13.      | 35       |
|      |                     |                          |                       |          |          |
| 2013 | Gaia Cauchi         | The Start                | A kezdet              | 1.       | 130      |
| 2014 | Federica Falzon     | Diamonds                 | Gyémántok             | 4.       | 116      |
| 2015 | Destiny Chukunyere  | Not My Soul              | A lelkemet ne         | 1.       | 185      |
| 2016 | Christina Magrin    | Parachute                | Ejtőernyő             | 6.       | 191      |
| 2017 | Gianluca Cilia      | Dawra Tond               | Fordulj meg!          | 9.       | 107      |
| 2018 | Ela                 | Marchin’On               | Menetelni             | 5.       | 181      |
| 2019 | Eliana Gomez Blanco | We Are More              | Többen vagyunk        | 19.      | 29       |
| 2020 | Chanel Monseigneur  | Chasing Sunsets          | Naplementéket üldözni | 8.       | 100      |
| 2021 | Ike & Kaya          | My Home                  | Az otthonom           | 12.      | 97       |
| 2022 | Gaia Gambuzza       | Diamonds in the Skies    | Gyémántok az égen     | 16.      | 43       |
| 2023 | Yulan Law           | Stronger                 | Erősebb               | 10.      | 94       |
| 2024 | Ramires Sciberras   | Stilla Ċkejkna           | Kis csillag           | 5.       | 153      |
| 2025 |                     |                          |                       |          |          |

## Szavazástörténet

### 2003–2024
| Hely | Ország           | Pont |
| ---- | ---------------- | ---- |
| 1.   | Fehéroroszország | 106  |
| 2.   | Örményország     | 94   |
| 3.   | Grúzia           | 93   |
| 4.   | Hollandia        | 73   |
| 5.   | Ukrajna          | 61   |
| 6.   | Oroszország      | 58   |
| 7.   | Franciaország    | 52   |
| 8.   | Észak-Macedónia  | 50   |
| 9.   | Spanyolország    | 50   |
| 10.  | Olaszország      | 49   |

| Hely | Ország           | Pont |
| ---- | ---------------- | ---- |
| 1.   | Örményország     | 76   |
| 2.   | Ukrajna          | 76   |
| 3.   | Fehéroroszország | 76   |
| 4.   | Grúzia           | 75   |
| 5.   | Hollandia        | 75   |
| 6.   | Észak-Macedónia  | 66   |
| 7.   | Olaszország      | 60   |
| 8.   | Oroszország      | 47   |
| 9.   | Ausztrália       | 41   |
| 10.  | San Marino       | 39   |

Málta még sosem adott pontot a döntőben a következő országoknak: Észtország és Wales
Málta még sosem kapott pontot a döntőben a következő országoktól: Norvégia és Svájc

## Rendezések

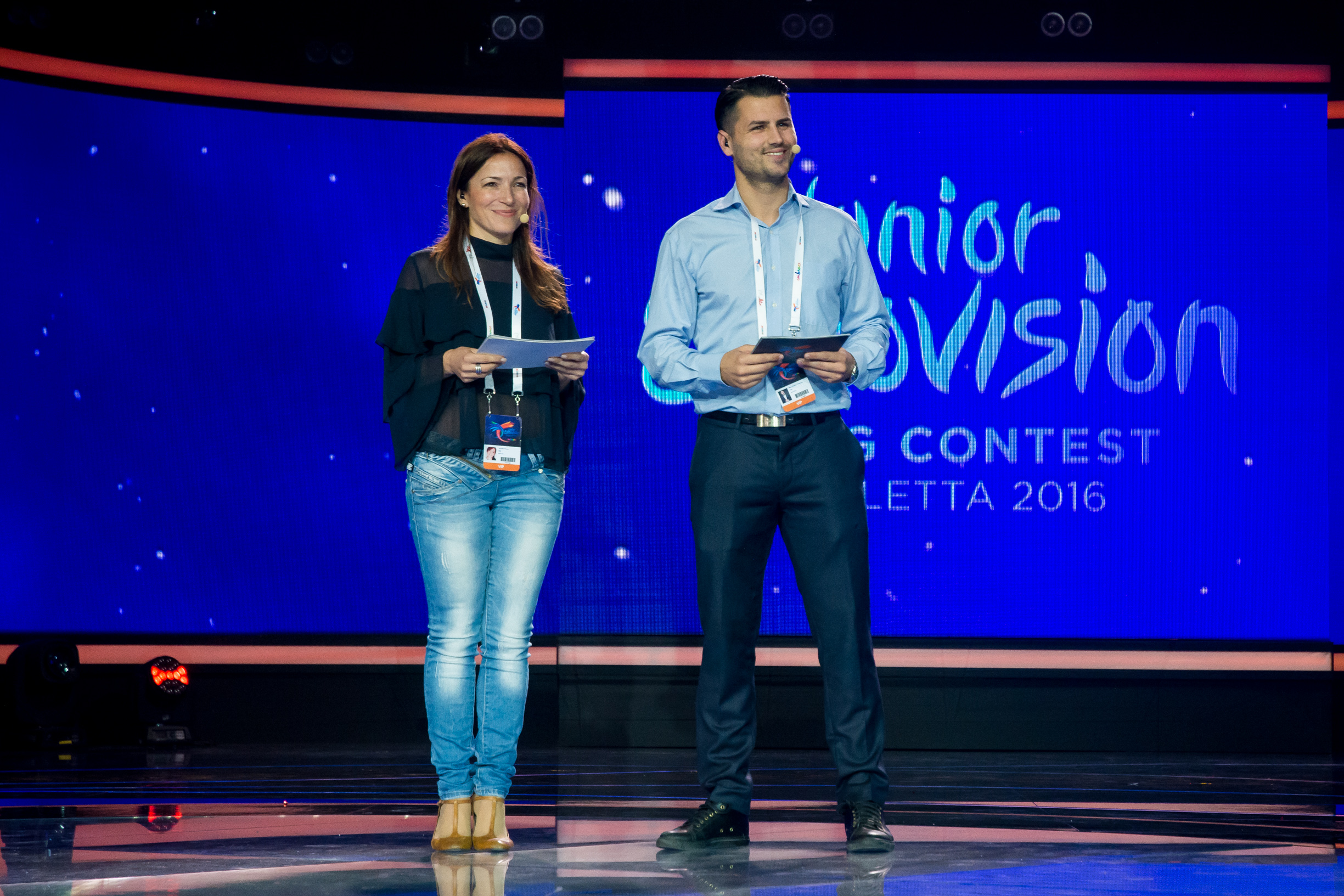
A 2016-os verseny műsorvezetői.

| Év   | Város    | Helyszín                        | Műsorvezető(k)               |
| ---- | -------- | ------------------------------- | ---------------------------- |
| 2014 | Marsa    | Malta Hajógyár                  | Moira Delia                  |
| 2016 | Valletta | Mediterranean Conference Centre | Ben Camille és Valerie Vella |

## Háttér
| Év        | Rendező                                          | Kommentátor                                      | Pontbejelentő                                    |
| --------- | ------------------------------------------------ | ------------------------------------------------ | ------------------------------------------------ |
| 2003      | Koppenhága                                       | N/A                                              | N/A                                              |
| 2004      | Lillehammer                                      | N/A                                              | Thea Saliba                                      |
| 2005      | Hasselt                                          | N/A                                              | Stephanie Bason                                  |
| 2006      | Bukarest                                         | N/A                                              | Jack Curtis                                      |
| 2007      | Rotterdam                                        | Valerie Vella                                    | Sophie Debattista                                |
| 2008      | Limassol                                         | Valerie Vella                                    | Francesca Zarb                                   |
| 2009      | Kijev                                            | Valerie Vella                                    | Daniel Testa                                     |
| 2010      | Minszk                                           | Eileen Montesin                                  | Francesca Zarb                                   |
| 2011–2012 | Nem vettek részt és nem közvetítették a versenyt | Nem vettek részt és nem közvetítették a versenyt | Nem vettek részt és nem közvetítették a versenyt |
| 2013      | Kijev                                            | Corazon Mizzi és Daniel Chircop                  | Maxine Pace                                      |
| 2014      | Marsa                                            | Daniel Chircop                                   | Julian Pulis                                     |
| 2015      | Szófia                                           | Corazon Mizzi                                    | Federica Falzon                                  |
| 2016      | Valletta                                         | Nem volt                                         | Gaia Cauchi                                      |
| 2017      | Tbiliszi                                         | Nem volt                                         | Mariam Andghuladze                               |
| 2018      | Minszk                                           | Nem volt                                         | Milana Borodko                                   |
| 2019      | Gliwice                                          | Nem volt                                         | Paula                                            |
| 2020      | Varsó                                            | Nem volt                                         | Paula                                            |
| 2021      | Párizs                                           | Nem volt                                         | Eden                                             |
| 2022      | Jereván                                          | Nem volt                                         | Gaia Cauchi                                      |
| 2023      | Nizza                                            | Nem volt                                         | Gaia Gambuzza                                    |
| 2024      | Madrid                                           | Nem volt                                         | Yulan Law                                        |
| 2025      | Tbiliszi                                         |                                                  |                                                  |

## Galéria

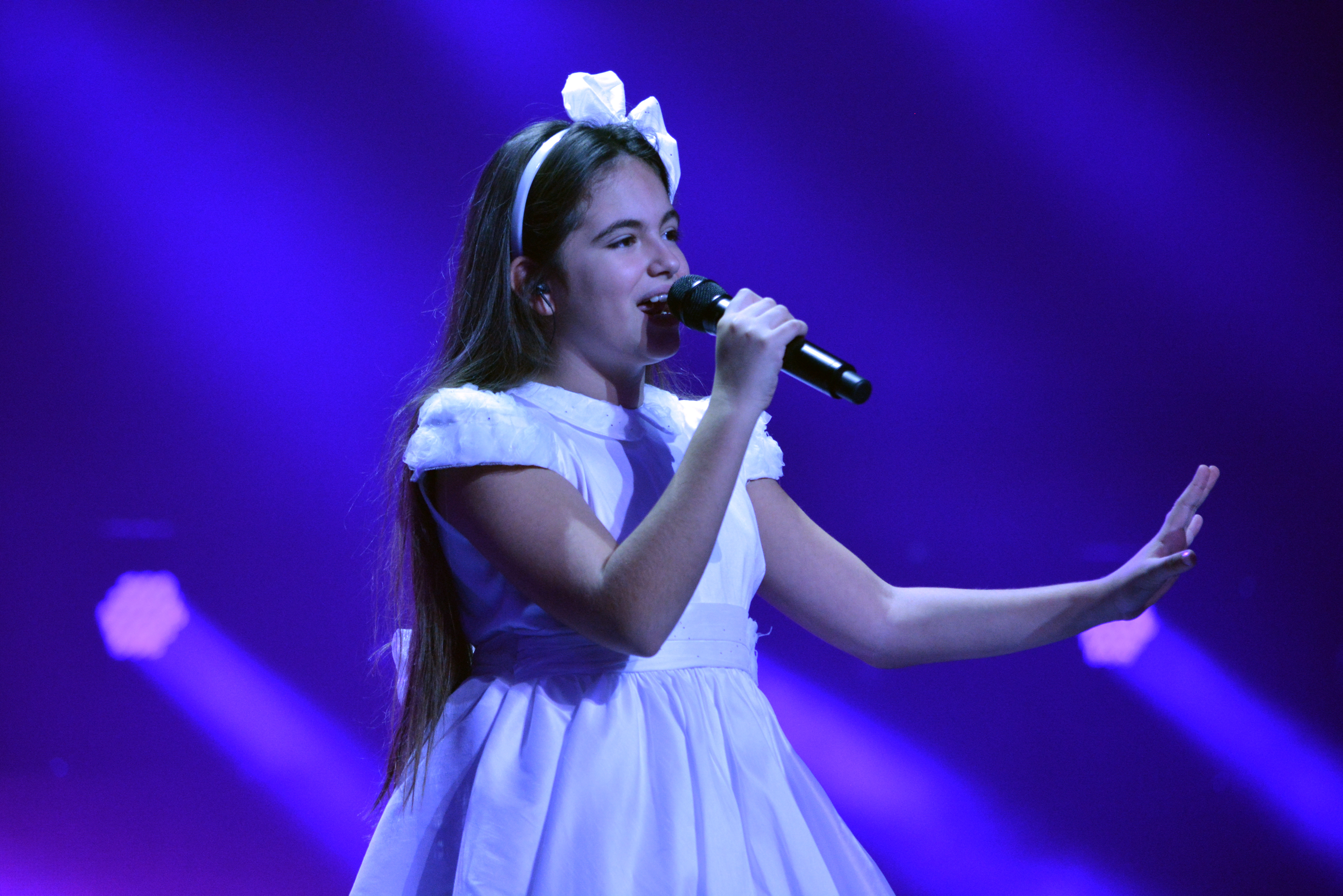
Gaia Cauchi Kijevben (2013)
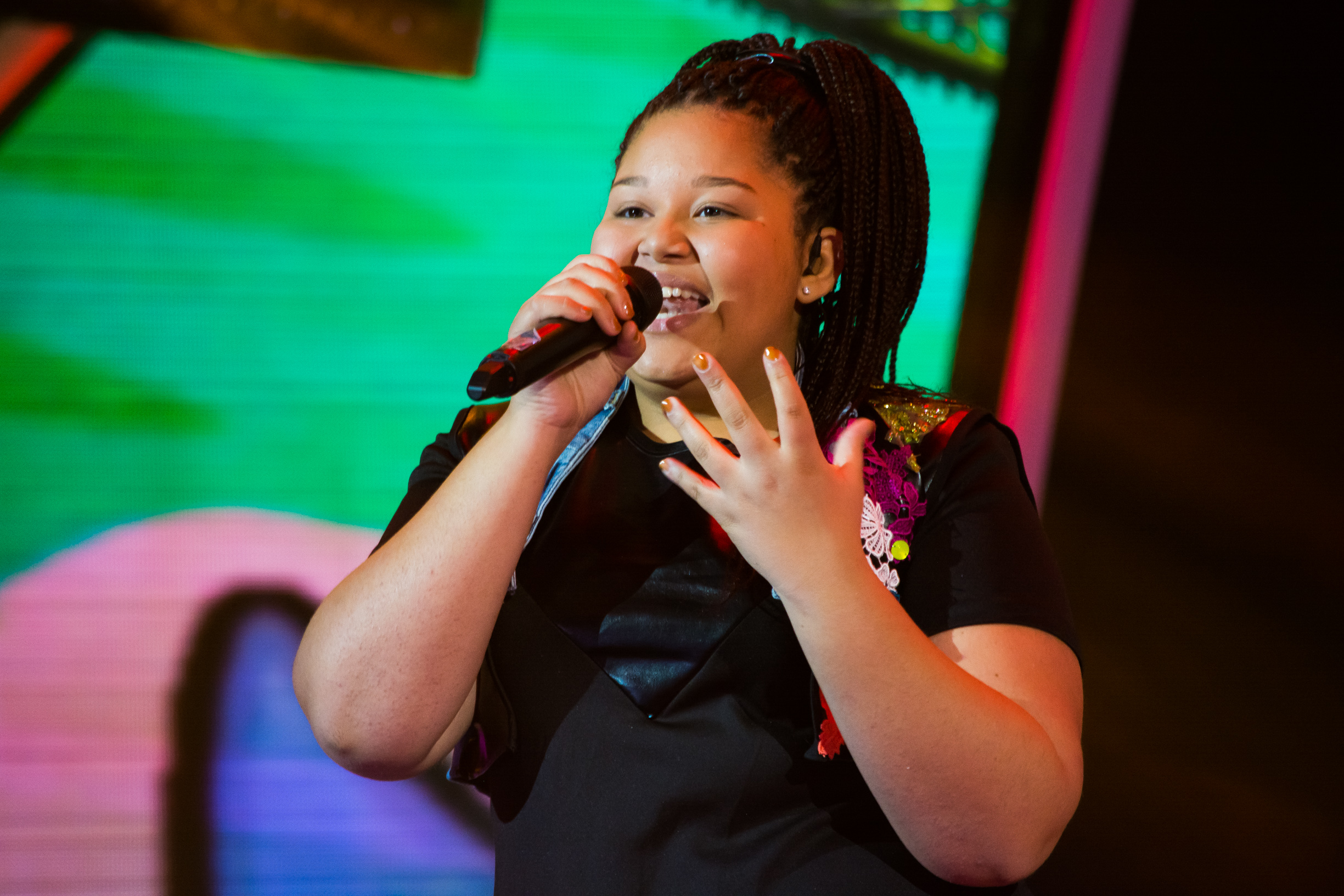
Destiny Chukunyere Szófiában (2015)
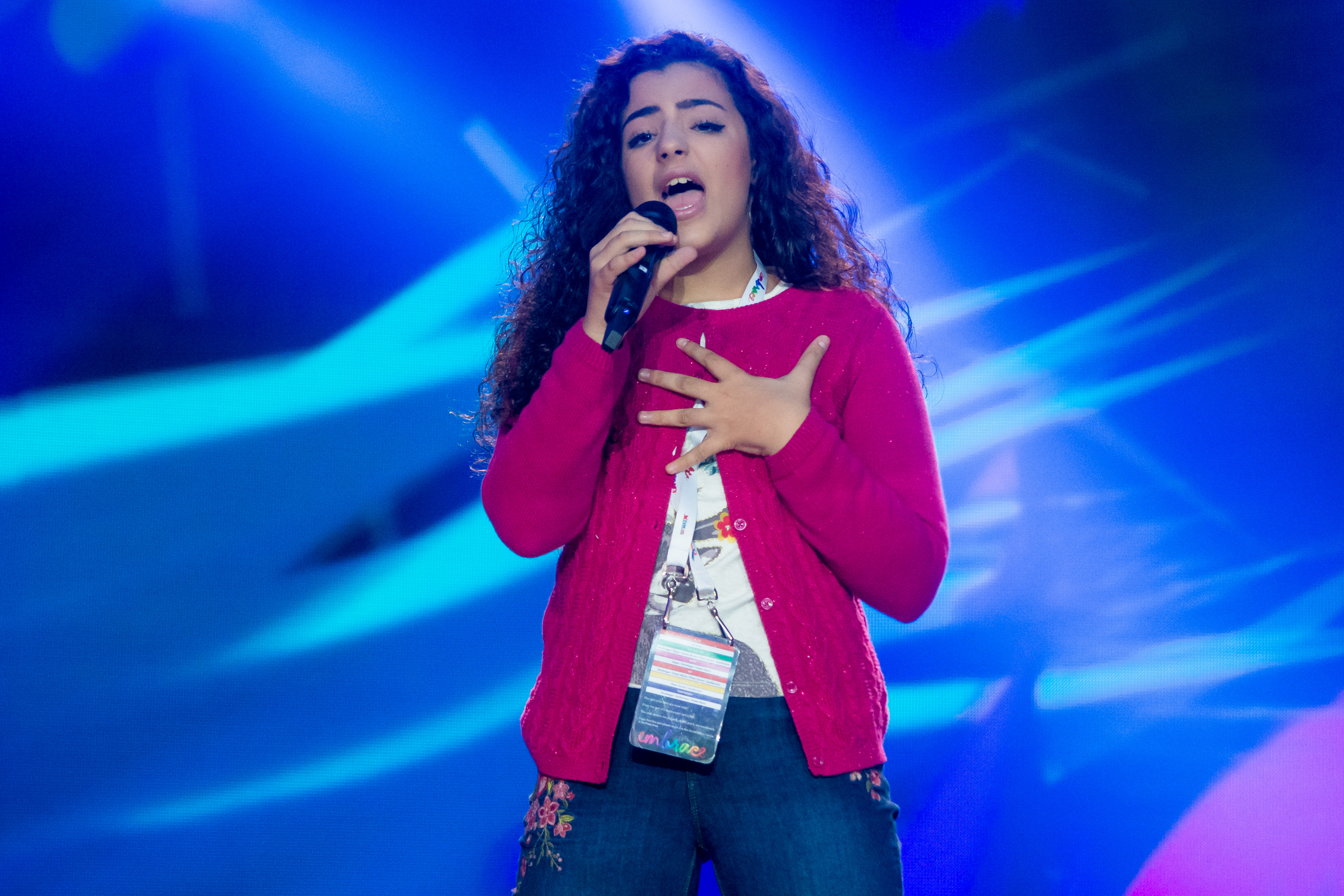
Christina Magrin Vallettán (2016)
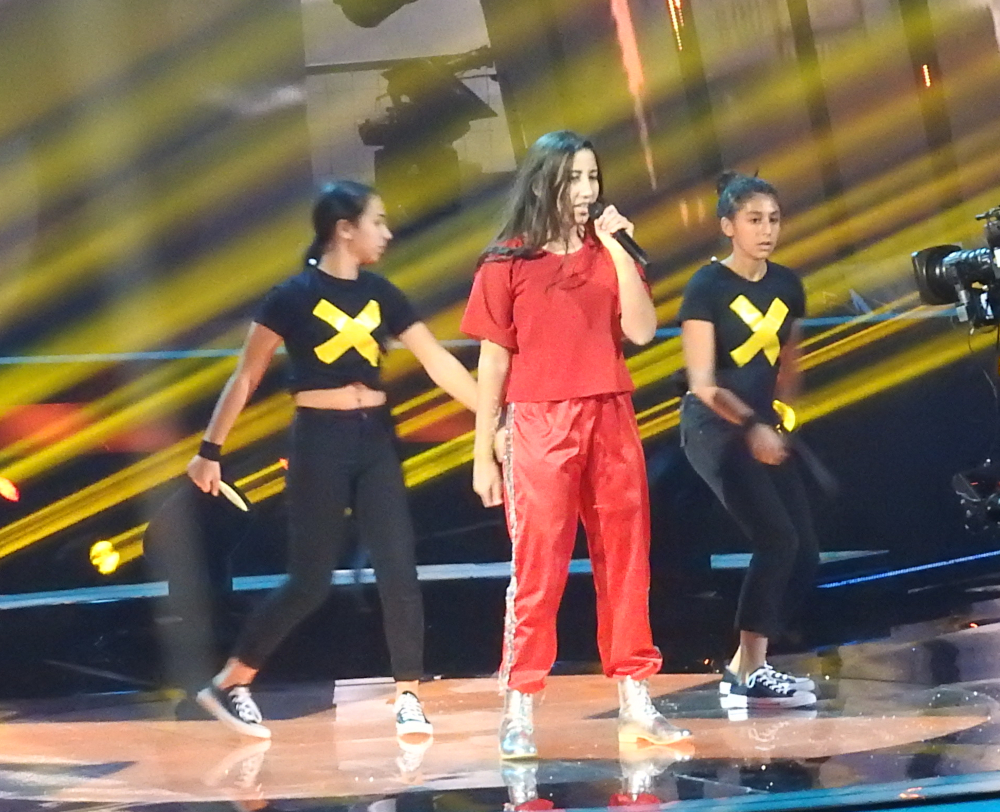
Ela Minszkben (2018)

## Lásd még
- Málta az Eurovíziós Dalfesztiválokon